# Niedersächsischer Leichtathletik-Verband

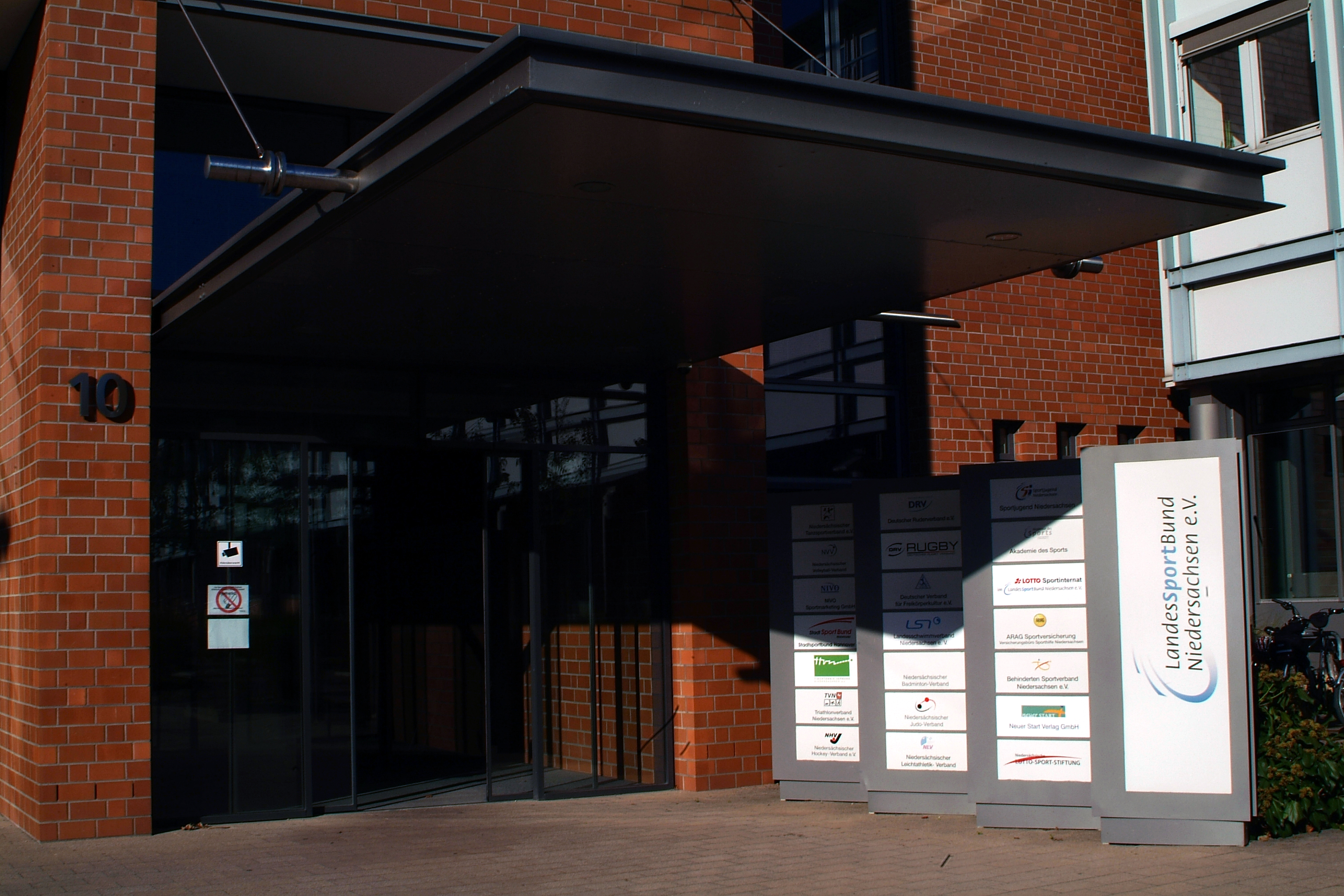
Landessportbund Niedersachsen Ferdinand-Wilhelm-Fricke Weg 10 Eingang

Der Niedersächsische Leichtathletik-Verband e. V. (NLV) gehört als einer der insgesamt 20 Landesfachverbände dem Deutschen Leichtathletik-Verband an. Organisiert ist er im Landessportbund Niedersachsen. Seinen Sitz hat er im Haus des Sports in Hannover. Mit einer Mitgliederzahl von ca. 68.000 ist der NLV einer der größten Landesfachverbände der Bundesrepublik Deutschland.

## Organisation und Struktur

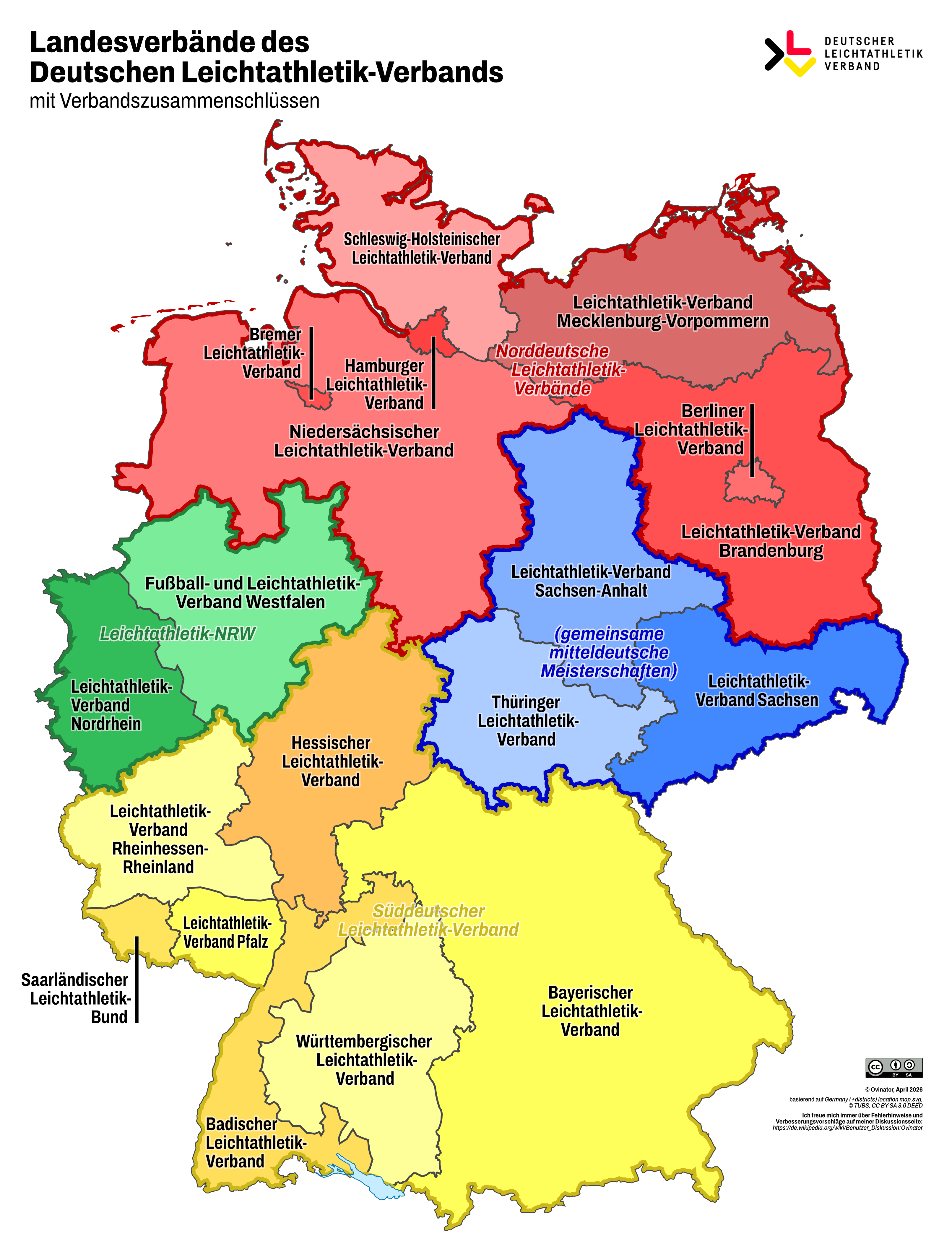
NLV in Deutschland

Der Niedersächsische Leichtathletik-Verband ist die Dachorganisation für die Leichtathletikvereine Niedersachsens. Gemäß seiner Satzung (Neufassung: 3. November 2018) übernimmt der NLV die Rechtsform eines eingetragenen Vereins (e. V.). Demzufolge dürfen Gewinne nur für satzungsgemäße Zwecke reinvestiert werden. Das Amt des Präsidenten bekleidet seit 2018 Uwe Schünemann.
Als Landesfachverband ist der Niedersächsische Leichtathletik-Verband neben 57 weiteren Verbänden im Landessportbund Niedersachsen (LSB) organisiert. Durch eine eng verzahnte Zusammenarbeit der Landesfachverbände mit dem Landessportbund werden Voraussetzungen geschaffen, individuelle Ziele und Aufgaben zu erfüllen. Der in § 2 Punkt 1 der Satzung definierte Hauptzweck des Landessportbundes Niedersachsens ist die grundlegende Interessenvertretung und Betreuung seiner Mitglieder. Neben finanzieller Unterstützung fördert er darauf aufbauend die Vereinsarbeit, den Sportstättenbau und die Interaktion zwischen den in ihm organisierten Landesfachverbänden. Die Sportentwicklung soll sozial und ökonomisch nachhaltig gestaltet sein. Auf Vereinsebene manifestierte Probleme betreffen sowohl die Landesfachverbände als auch den Landessportbund. Hierzu zählen unter anderem der Rückgang ehrenamtlichen Engagements und die Tendenz zur Oligarchisierung in den Vereinen. Letzterem versuchen der Landessportbund Niedersachsen und NLV durch ihr Aus- und Fortbildungsprogramm entgegenzuwirken. Hierbei steht neben der Förderung von (jungen) Führungskräften insbesondere die Trainer- und Übungsleiterausbildung im Fokus. Der NLV, der seinen Hauptstützpunkt (Leistungssport) in Hannover hat, ist besonders auf die Kooperation mit dem Landessportbund, als Träger des Olympiastützpunktes Niedersachsens, der „Akademie des Sports“ und dem Lotto Sportinternat Hannover (alle ansässig im Sportpark Hannover) angewiesen. Die Unterstützung des Landessportbundes ist in der Regel überfachlicher Natur, d. h. nicht sportartspezifisch. 
Die fachliche Unterstützung seiner Verbände übernimmt der Spitzenverband. Im Falle des Niedersächsischen Leichtathletik-Verbandes ist dies auf Bundesebene der Deutsche Leichtathletik-Verband (DLV). Während es bei der Arbeit des Landessportbundes Niedersachsen eher um monetäre und sportartübergreifende Förderung geht, sind die Aufgaben des DLV auf den Gegenstandsbereich „Leichtathletik“ ausgerichtet. Den NLV und die weiteren Landesfachverbände betreffen hierbei vor allem die ausgearbeiteten Konzeptionen zu den Bereichen Leistungssport, Breitensport und Aus- und Fortbildung.

### Bezirke und Kreise

Mitgliederentwicklung NLV

Der NLV gliedert sich in vier Bezirke (Braunschweig, Hannover, Lüneburg, Weser-Ems) und 46 Landkreise (Stand 2013). Die politisch unabhängigen Kreise Ammerland und Friesland fusionierten und nahmen die Rechtsform des eingetragenen Vereins an. Im Verband sind diese beiden als NLV-Kreis Ammerland-Friesland organisiert. Sofern die Bezirke und Kreise eine eigene Rechtsfähigkeit besitzen, sind sie aus finanzieller Sicht gegenüber dem Verband autark. Die Zielsetzungen und entsprechende Maßnahmen sollen allerdings denen des NLV nicht widersprechen. In sportlichen Angelegenheiten besitzt der Verband eine Weisungsbefugnis gegenüber den Bezirken und Kreisen.

Die Landkreise Niedersachsens

| Landkreise                | Landkreise              | Landkreise              |
| ------------------------- | ----------------------- | ----------------------- |
| 1. Ammerland-Friesland    | 2. Aurich               | 3. Braunschweig (Stadt) |
| 4. Celle                  | 5. Cloppenburg          | 6. Cuxhaven             |
| 7. Delmenhorst (Stadt)    | 8. Diepholz             | 9. Emden (Stadt)        |
| 10. Emsland               | 11. Gifhorn             | 12. Goslar              |
| 13. Göttingen             | 14. Grafschaft Bentheim | 15. Hameln-Pyrmont      |
| 16. Hannover (Land)       | 17. Hannover (Stadt)    | 18. Harburg             |
| 19. Heidekreis            | 20. Helmstedt           | 21. Hildesheim          |
| 22. Holzminden            | 23. Leer                | 24. Lüchow-Dannenberg   |
| 25. Lüneburg              | 26. Nienburg            | 27. Northeim            |
| 28. Oldenburg (Land)      | 29. Oldenburg (Stadt)   | 30. Osnabrück (Land)    |
| 31. Osnabrück (Stadt)     | 32. Osterholz           | 33. Osterode            |
| 34. Peine                 | 35. Rotenburg (Wümme)   | 36. Salzgitter (Stadt)  |
| 37. Schaumburg            | 38. Stade               | 39. Uelzen              |
| 40. Vechta                | 41. Verden              | 42. Wesermarsch         |
| 43. Wilhelmshaven (Stadt) | 44. Wittmund            | 45. Wolfenbüttel        |
| 46. Wolfsburg (Stadt)     |                         |                         |

### Vereins- und Mitgliederstruktur

Vereinsentwicklung des NLV

Die 66.800 Mitglieder sind in 924 Vereinen organisiert (Stand 2013).
Bundesweit steht der NLV mit dieser Anzahl an Vereinen, nach Bayern (1.290) auf dem zweiten Platz. Bezüglich der Mitgliederzahl fällt der NLV allerdings hinter Bayern (146.705), Westfalen (133.944) und Württemberg (102.496) auf Rang 4 zurück. Im Jugendbereich ist der NLV mit 26.324 aktiven Jugendlichen hinter Bayern (53.251), Westfalen (40.389), Württemberg (38.4259) und Hessen (31.248) im oberen Viertel des Verbandsvergleichs platziert. Bezogen auf den Seniorenbereich (60+) findet sich der NLV mit 10.475 aktiven Senioren auf dem sechsten Rang wieder (Statistiken: Stand 2013).
Auf Grundlage der letzten Bestandsmeldung der Vereine des NLV (2013) an den Landessportbund existieren verbandsintern zwei Vereine mit mehr als 1.000 Mitgliedern in der Leichtathletiksparte. Zu den größten Leichtathletikvereinen Niedersachsens zählen der Osnabrücker Sportclub (1.370 Mitglieder), der MTV Braunschweig (1.078) und der SC Melle 03 (723).

## Organe

### Präsidium
Das Präsidium des NLV um den Präsidenten Uwe Schünemann setzt sich aus acht weiteren Mitgliedern zusammen. Den Posten des Vizepräsidenten Finanzen bekleidet Thomas Behling, den des Vizepräsidenten Leistungssport Christoph Stolz. Andreas Uhl nimmt das Amt des Vizepräsidenten Breitensport und Sportentwicklung und Petra Möhle das der Vizepräsidentin Wettkampforganisation ein. Die Stelle des Vizepräsidenten Bildung nimmt Bernd Rebischke wahr, Vizepräsident Recht ist Rainer Cherkeh. Für die Jugendarbeit engagiert sich der Vorsitzende der niedersächsischen Leichtathletik-Jugend (NLJ) Steffen Brümmer. Vizepräsidentin für Öffentlichkeitsarbeit und Marketing ist die Sat1 Moderatorin und ehemalige Mehrkämpferin Antonia Wellmann. Ihr zur Seite steht der ehemalige Leiter des NDR-Studios Braunschweig Udo Röhrig. (Stand: 2018.) Die Hauptaufgabe des Präsidiums ist die Leitung des Verbandes unter Berücksichtigung der Satzung und Ordnungen des Verbandes und der Beschlüsse des Verbandsrates und -tages. Nur das Präsidium ist in der Lage, hauptamtliche Mitarbeiter anzustellen.

### Verbandstag
Im alle vier Jahre tagenden Verbandstag des NLV sind die Delegierten der Kreise und Bezirke, die Mitglieder des Präsidiums sowie die beiden Aktivensprecher. Die Anzahl der Delegierten der Kreise und Bezirke ergibt sich aus der jeweiligen Anzahl der gemeldeten Leichtathleten. Grundlage ist jeweils die Bestandserhebung des LSB zum 1. Oktober des Vorjahres, in dem der Verbandstag tagte. Jedem Kreis steht je eintausend gemeldeter Mitglieder ein Delegierter zu. Für jede angefangene Tausendergrenze folgt ein weiterer Delegierter. Dasselbe Schema der Verteilung trifft auch auf die Bezirke zu. Hierbei stellen allerdings nicht tausend Mitglieder die Grenze dar, sondern fünftausend.
Gemäß der Satzung des NLV ist der Verbandstag zuständig für Satzungsänderungen, Wahlen (hier: insbesondere die des Ehrenpräsidenten) sowie für die Ordnung aller Angelegenheiten des Verbandes (soweit sie nicht dem Verbandsrat oder Präsidium obliegen). Er entlastet die Mitglieder des Präsidiums in seinen Entscheidungen, nimmt den Rechenschaftsbericht des Präsidiums entgegen und verabschiedet den Jahresabschluss für das abgelaufene Geschäftsjahr. Der Haushaltsplan für das nächste Jahr muss vor der Implementierung, stets durch den Verbandstag abgesegnet werden. Geht es um die Erhebung von Umlagen oder um Beschlüsse über die Höhe von Mitgliedsbeiträgen, Abgaben oder Gebühren ist der Verbandstag das zuständige Organ. In Jahren, in denen der Verbandsrat nicht tagt, ist der Verbandstag für dessen Aufgaben zuständig. Im Falle einer Auflösung des Verbandes, muss diese durch den Verbandstag beschlossen sein. Generell ist für Beschlüsse des Verbandstages eine einfache Mehrheit erforderlich. Lediglich bei Satzungsänderung sind zwei Drittel der abgegebenen Stimmen vonnöten.

### Verbandsrat
Der Verbandsrat besteht aus dem Präsidium sowie den Vorsitzenden der Kreise und Bezirke. Jedes Mitglied hat hier eine Stimme. Bezirke und Kreise können speziell im Verbandsrat ihre Interessen zum Ausdruck bringen. Er tagt jährlich, sofern kein Verbandstag einberufen wurde. Die in der Verwaltungsordnung des NLV festgelegten Zuständigkeiten des Verbandsrates sind Beratungen und Beschlussfassungen zur Ordnung des NLV und zu fördernden Richtlinien der sportpraktischen Arbeit. Zudem setzt der Verbandsrat – soweit nicht durch die Gebührenordnung des NLV festgeschrieben – die Höhe von Abgaben fest. Mitglieder des Antragsprüfungsausschusses können durch ihn berufen werden.

### Fachkommissionen
Es gibt fünf Fachkommissionen, die gemäß den Richtlinien des Präsidiums eigenständig arbeiten. Alle Mitglieder werden durch das Präsidium berufen. Bei Entscheidungen der Fachkommissionen hat das Präsidium ein Vetorecht. Jede Fachkommission darf sich aus maximal sieben stimmberechtigten Mitgliedern zusammensetzen, von denen der Vorsitzende das zuständige Präsidiumsmitglied ist. Dies sind im Einzelnen die Fachkommission Leistungssport, die Fachkommission Breitensport und Sportentwicklung, die Fachkommission Wettkampforganisation, die Fachkommission Jugend und die Fachkommission Bildung.

### Rechtsausschuss
Der Rechtsausschuss besteht aus dem Vorsitzenden, der zu einem Richteramt oder für den höheren Verwaltungsdienst befähigt sein sollte, und vier Beisitzern. Die vier Beisitzer werden auf Vorschlag der vier Bezirke des NLV berufen. Gemäß der Satzung übt der Rechtsausschuss die Verbandsgerichtsbarkeit aus. Alle Handlungen müssen sich hierbei nach der Rechts- und Verfahrensordnung des DLV richten.

## Aufgaben
In seiner Satzung definiert der NLV zehn Hauptaufgaben der Verbandsarbeit. Hierzu zählen neben der einheitlichen Ausrichtung der Leichtathletik innerhalb des Verbandes und der Unterstützung der Bezirke, Kreise, Vereine und Mitglieder vor allem die Förderung des aktiven Sports (Leistungs-, Breiten- und Wettkampfsport). Damit einhergehend wird hier die Jugendarbeit, die Aus- und Fortbildung und die Veranstaltungsdurchführung (insbesondere von Meisterschaften) aufgeführt. Ergänzende Aufgaben sind das Herausbringen einer Verbandszeitung (Staffelstab) sowie das Erstellen von Besten- und Rekordlisten.

### Aus- und Fortbildung
Im Bereich Bildung kooperiert der NLV mit verschiedenen Institutionen aus ganz Niedersachsen. Hierzu zählen neben den Instituten für Sportwissenschaft der Universitäten Hannover, Oldenburg, Osnabrück und Göttingen der Behinderten-Sportverband Niedersachsen, der Landessportbund Niedersachsen und der Niedersächsische Turnerbund.
Der Verband ist neben der Ausbildung zum Vereinsassistenten vor allem für die Trainerausbildung der Lizenzen C bis A zuständig. Im Bereich der C-Lizenz wird hier zwischen den Bereichen Leistungssport (Jugendleichtathletik), Breitensport und Kinderleichtathletik differenziert. Darauf aufbauend ist die Weiterqualifikation im Rahmen der B-Lizenz in den Bereichen Leistungssport und Prävention möglich. Die A-Lizenz (Leistungssport) kann final nur auf Grundlage der B-Lizenz (Leistungssport) erreicht werden.
Auch im Rahmen der Kampfrichterausbildung bietet der NLV verschiedene Lizenzen an. Aufbauend auf der Grundausbildung zum Kampfrichter besteht die Möglichkeit, sich zum Obmann, Schiedsrichter und Referenten ausbilden zu lassen. Innerhalb dieser Lizenzen folgen disziplinspezifische Fortbildungen wie zum Beispiel zum Starter oder Gehrichter.

### Meisterschaften
Im Wettkampfbetrieb werden jährlich die Landesmeisterschaften (Einzel und Mannschaft) in allen Altersklassen ausgerichtet. Hierbei werden die Einzelmeisterschaften der Jugend U16 bis U20 sowie die der Aktiven (Männer/Frauen) seit 2014 gemeinsam durchgeführt. Auf Beschluss der Verbandstage des Niedersächsischen Leichtathletik-Verbandes und des Bremer Leichtathletik-Verbandes, richten die beiden Verbände ihre Meisterschaften seit dem 1. Januar 2009 gemeinsam aus. Athleten beider Verbände gehen seitdem in eine gemeinsame Wertung ein.

### Öffentlichkeitsarbeit
Um der breiten Öffentlichkeit aktuelle Informationen bereitzustellen, nutzt der NLV – neben seinem Internetauftritt – die Printmedien. Alle zwei Monate erscheint die Verbandszeitschrift Staffelstab. Neben aktuellen Themen aus dem Verbandsgeschehen der Bezirke und Kreise werden in ihr Athleten und Funktionäre vorgestellt sowie Meisterschaften und besondere Events reflektiert.

### Jugendarbeit
Die Realisierung der Jugendarbeit wird in erster Linie durch die Niedersächsische Leichtathletik-Jugend (NLJ) und die Fachkommission Jugend koordiniert.
Zur allgemeinen Förderung der Jugend gehört u. a. die Gleichberechtigung aller Jugendlichen hinsichtlich ihres Geschlechts oder ihrer Herkunft. Schon früh sollen Werte und Normen des Sportes vermittelt werden. Hierzu zählt neben dem fairen Umgang im Sport, vor allem die kritische Auseinandersetzung mit dem Thema Doping. Die Leichtathletik soll der Jugend nicht nur unter leistungsbezogenen Aspekten näher gebracht werden. Vor allem das Gesundheitsbewusstsein und der Spaß am Sport stehen hierbei an vorderster Stelle. Der gesamte Handlungsbereich erstreckt sich jedoch nicht nur auf die verbandsinterne Arbeit, sondern auch auf Kooperationen mit nationalen und internationalen Jugendorganisationen. Die Schülervergleichskämpfe der Norddeutschen Verbände sind aus sportlicher Sicht ein Beispiel hierfür. Diese Veranstaltung wird jährlich von einem der norddeutschen Leichtathletikverbände für die 14- und 15-jährigen Schülerinnen und Schüler durchgeführt. Hierbei stellt jeder Verband jeweils eine Auswahlmannschaft der Jungen und Mädchen.
Ein weiteres Ziel der Jugendarbeit ist die Implementierung zeitgemäßer Formen der Leichtathletik. Ein aktuelles Beispiel ist die Einführung der Kinderleichtathletik. Diese Form soll den Kindern die Sportart auf vielfältige Weise attraktiver machen. Der Schritt weg von den konventionellen Disziplinen Laufen, Werfen und Springen hin zu Disziplinen wie Zonenweitsprung oder Fahrradreifen-Weitwurf, soll den Kindern mehr Spaß an der Leichtathletik vermitteln. Gerade die optimale Ausbildung verschiedener koordinativer Fähigkeiten ist hierbei ein positiver Nebeneffekt. Für die Distanzierung von der herkömmlichen Leichtathletik im Kindesalter sprechen einige Gründe. Unter anderem wird kritisiert, dass das Training in jungen Jahren oft schon zu fertigkeits- und leistungsorientiert ist. Hinsichtlich der sensiblen Phasen im Kindesalter, in denen bestimmte koordinative und konditionelle Fähigkeiten besonders gut zu verbessern sind, gilt es, diese früh zu fördern, was durch dieses Modell möglich wird.

### Leistungssport

#### Landestrainer
Momentan sind neun Landestrainer für den Trainingsbetrieb am Olympiastützpunkt Hannover zuständig:
- Edgar Eisenkolb (Leitender Landestrainer),
- Björn Sterzel (Blocktrainer Sprint),
- Georgi Kamenezki (Landestrainer Sprint Nachwuchs / Talentförderung)
- Jörg Voigt (Blocktrainer Lauf),
- Frank Reinhardt (Blocktrainer Sprung),
- Thorsten Frey (Blocktrainer Wurf),
- Astrid Onnen (Landestrainerin Hochsprung/Talentförderung),
- Beatrice Mau-Repnak (Mehrkampf),
- André Pollmächer (Landestrainer Lauf Nachwuchs/Talentförderung).

#### Stützpunkte
Neben dem Hauptstützpunkt in Hannover existieren 14 weitere Stützpunkte in ganz Niedersachsen.
1. Norden
2. Langen
3. Oldenburg
4. Emsland-Süd
5. Osnabrück
6. Löningen
7. Zeven
8. Winsen
9. Peine
10. Stadtoldendorf
11. Braunschweig
12. Helmstedt
13. Göttingen
14. Bad Gandersheim

### Breitensport

#### GesundAthletik
Neben dem Leistungssport ist der Breitensport eine große Säule in der Konzeption des NLV. Mit dem vom NLV entwickelten Konzept der „GesundAthletik“ bearbeitet der Verband das weite Feld des Gesundheitssportes. Unterteilen lässt sich dieses Konzept in vier Bereiche, die durch präventive Bewegungsformen die Freude an der Leichtathletik vermitteln sollen.
Im Bereich „Hab Spaß dabei“ geht es darum, konditionelle sowie koordinative Fähigkeiten spielerisch zu trainieren. Die Vielfältigkeit des Übungsrepertoires soll Kinder nachhaltig motivieren, sportlich aktiv zu bleiben. Daher wird schon hier versucht, mittels kleiner Wettkämpfe situationsgerechtes Verhalten im Sport zu schulen. Der Umgang mit Siegen und Niederlagen spielt dabei eine große Rolle. Im zweiten Bereich „Komm in Form“ geht es um das Nordic Walking. In diesen Kurseinheiten werden die Grundlagen des Nordic Walkings im Rahmen des Ausdauertrainings vermittelt. Im Bereich des Breitensportkonzeptes des NLV, stellt diese Sportart eine wichtige Säule dar. Der dritte Bereich hat den Titel „Hol dir Kraft“. Hier stehen neben dem Erlernen der Technik des Nordic Walkings vor allem Übungen zur Rückenkräftigung im Vordergrund. Neben praktischen Elementen wird unter anderem auch theoretisches Wissen betreffs der Anatomie und Physiologie des Menschen sowie der Trainingswissenschaften gelehrt. Der letzte Bereich differenziert sich inhaltlich von den beiden vorherigen Säulen der „GesundAthletik“. Unter dem Motto „Lauf dich fit“ werden Kursteilnehmer langsam an das Laufen herangeführt. Hierbei wird die Komplexität der Übungen sukzessive gesteigert. Neben dem Erlernen der richtigen Lauftechniken, sind auch hier theoretische Einheiten Bestandteile des Kursprogrammes.

#### Abzeichen
Sporttreibende haben die Möglichkeit, beim NLV verschiedene Abzeichen zu erlangen. In den Bereichen Lauf, Nordic Walking und Mehrkampf stellt der Verband verschiedene Abstufungen dieser Abzeichen aus. Beim Laufabzeichen gibt es beispielsweise Auszeichnungen in sechs Abstufungen, angefangen von einem 15-minütigen Lauf bis hin zu einem Marathonlauf. Die Distanzen dürfen hierbei zwar in beliebigem Tempo, aber ohne Pausen geschafft werden. Gleiche Bedingungen gelten für die Nordic Walking-Abzeichen. Hier gibt es jedoch nur drei Abstufungen (30 min; 60 min; 120 min). Beim Mehrkampfabzeichen wird altersklassenunabhängig ein Dreikampf durchgeführt. Grundlage für die Punktevergabe ist die internationale Punkteauswertung.

#### Volksläufe
Volksläufe erfreuen sich in den letzten Jahren stetig steigender Beliebtheit. Konnten 2002 im Verband ca. 150.000 Volkslaufteilnahmen registriert werden, waren es 2012 bereits über 200.000. Volksläufe finden traditionell außerhalb des Stadions statt. Möglich sind neben dem Laufen auch das Wandern, Gehen und nordisches Gehen. Gemäß der deutschen Leichtathletikordnung (DLO) zählen zu den Straßenläufen die Laufstrecken von 5 km, 10 km, Halbmarathon, Marathon, 100 km, 5 × 10 km. Zu den Gehstrecken (Straße) zählen die Distanzen von 10 km, 20 km, 30 km und 50 km.

## Geschichte

### Gründung
Mit dem Ziel, den vorher teils illegal ablaufenden Sport in Niedersachsen zu organisieren, wurde im Januar 1946, unter der Führung des damaligen Leiters des Gesamtsports in Niedersachsen (Heinrich Hünecke), ein Treffen in Hannover einberufen. Ziel war es, einen niedersächsischen Sportbund zu gründen und den Sport in Niedersachsen zu strukturieren. In dieser Tagung wurde beschlossen, Walter Weiß mit der Organisation der Leichtathletik in Niedersachsen zu beauftragen.
Der Grundstein für den späteren Niedersächsischen Leichtathletik-Verband wurde am 26. Oktober 1946 in Braunschweig gelegt. Unter der Leitung von Walter Weiß wurde in einem Zusammentreffen verschiedener Akteure, die sich teils aus dem Arbeitersport kannten, der Arbeitsausschuss Leichtathletik für den Raum Niedersachsen gegründet. Neben dem Initiator Walter Weiß, der später auch als erster das Amt des Präsidenten im NLV bekleidete, gehörten Heinrich Hünecke (Leiter des Gesamtsports in Niedersachsen), Georg Boose, Kurt Blut, Gerhard Bode, Karl Hahne und Willi Tielemann (später Kassenwart) zu den Gründern.
Durch eine Erweiterung des Vorstandes im Jahr 1947 wurde ein weiterer Meilenstein auf dem Weg zum heutigen Verband erreicht. In jenem Jahr fanden in Verden mit 1.000 Teilnehmern die ersten NLV-Meisterschaften der Nachkriegszeit statt. Eine erste Vereinszählung im Jahr 1947 ergab, dass 1.324 Vereine im Arbeitsausschuss Leichtathletik organisiert waren. Am 5. Februar 1950 erfolgte in Gifhorn die Namensänderung in „Sportbund Niedersachsen e. V. – Fachverband Leichtathletik“.
| Präsidenten        | Präsidenten | Präsidenten  |
| ------------------ | ----------- | ------------ |
| Walter Weiß        | 1946–1966   | [ 25 ]       |
| Herbert Willecke   | 1966–1970   | [ 26 ]       |
| Herbert Schröter   | 1970–1976   | [ 26 ]       |
| Heimke Ahsbahs     | 1976–1982   | [ 26 ]       |
| Heinz Werner Otto  | 1982–1986   | [ 27 ]       |
| Harry Jirijahlke   | 1986–1988   | [ 27 ]       |
| Hartmut Heise      | 1988–1993   | [ 27 ]       |
| Joachim Almstedt   | 1993–1994   | [ 2 ]        |
| Rita Girschikofsky | 1994–2018   |              |
| Uwe Schünemann     | 2018–       | [ 2 ] [ 28 ] |

## Verbandsrekorde
Die Daten sind der Rekordliste des NLV entnommen.
| = Weltrekord                   | = Europarekord            | = Deutscher Rekord | = U20-Weltrekord |
| * = Ausstehende Ratifizierung; | i = In der Halle erzielt; | (h) = Handgestoppt |                  |

### Freiluft

#### Männer
| Disziplin                 | Leistung      | Name                                               | Verein                 | Datum          | Ort               |
| ------------------------- | ------------- | -------------------------------------------------- | ---------------------- | -------------- | ----------------- |
| 100 m                     | 10,08 s       | Deniz Almas                                        | VfL Wolfsburg          | 01.08.2020     | Weinheim          |
| 200 m                     | 20,44 s       | Erwin Skamrahl                                     | SV Union Groß Ilsede   | 26.06.1983     | Bremen            |
| 400 m                     | 44,50 s       | Erwin Skamrahl                                     | SV Union Groß Ilsede   | 26.07.1983     | München           |
| 800 m                     | 1:44,80 min   | Sören Ludolph                                      | LG Braunschweig        | 26.05.2012     | Hengelo           |
| 1000 m                    | 2:17,18 min   | Eckhardt Rüter                                     | VfL Wolfsburg          | 09.09.1988     | Hamm              |
| 1500 m                    | 3:34,84 min   | Uwe Becker                                         | VfL Wolfsburg          | 31.08.1983     | Koblenz           |
| 1 Meile                   | 3:52,36 min   | Uwe Becker                                         | VfL Wolfsburg          | 09.07.1982     | Koblenz           |
| 3000 m                    | 7:51,37 min   | Uwe Becker                                         | VfL Wolfsburg          | 06.09.1983     | Ingelheim         |
| 5000 m                    | 13:37,0 min   | Werner Girke                                       | VfL Wolfsburg          | 13.06.1968     | Paris             |
| 10.000 m                  | 28:36,88 min  | Markus Pingpank                                    | LC Hannover            | 25.06.1991     | Hengelo           |
| 1 Stunde                  | 19.873 m      | Michael Spöttel                                    | LG Kreis Verden        | 27.08.1981     | Verden            |
| 10 km                     | 28:34 min     | Carsten Eich                                       | LG Braunschweig        | 14.09.2003     | Troisdorf         |
| 10 km (Mannschaft)        | 1:28:14 h     | LG Braunschweig                                    | LG Braunschweig        | 19.09.2004     | Bad Liebenzell    |
| 10 km (Mannschaft)        | 1:28:14 h     | Eich 28:55, Dietz 29:06, Burger 30:13              |                        | 19.09.2004     | Bad Liebenzell    |
| Halbmarathon              | 1:02:38 h     | Oliver Dietz                                       | LG Braunschweig        | 10.04.2004     | Paderborn         |
| Halbmarathon (Mannschaft) | 3:15:35 h     | LG Braunschweig                                    | LG Braunschweig        | 23.03.2002     | Schotten          |
| Halbmarathon (Mannschaft) | 3:15:35 h     | Eich 1:03:33, Wagner 1:05:41, Austin 1:06:21       |                        | 23.03.2002     | Schotten          |
| Marathon                  | 2:12:51 h     | Michael Spöttel                                    | LG Kreis Verden        | 15.01.1984     | Houston           |
| Marathon (Mannschaft)     | 7:01:31 h     | VfL Wolfsburg                                      | VfL Wolfsburg          | 10.09.1977     | Berlin            |
| Marathon (Mannschaft)     | 7:01:31 h     | Mielke 2:15:19, Siefert 2:21:55, Will 2:24:17      |                        | 10.09.1977     | Berlin            |
| 100 km                    | 6:43:19 h     | Volker Krajenski                                   | SV Germania Helmstedt  | 10.04.1999     | Troisdorf         |
| 100 km (Mannschaft)       | 21:09:33 h    | LG Braunschweig                                    | LG Braunschweig        | 05.09.2002     | Elte (Rheine)     |
| 100 km (Mannschaft)       | 21:09:33 h    | Krajenski 6:45:12, Dreyer 7:11:37, Mankopf 7:12:44 |                        | 05.09.2002     | Elte (Rheine)     |
| 110 m Hürden              | 13,60 s       | Stefan Mattern                                     | TK zu Hannover         | 15.07.1990     | Oldenburg         |
| 400 m Hürden              | 50,6 s        | Dieter Friedrich                                   | Hannover 96            | 15.05.1971     | Bonn              |
| 3000 m Hindernis          | 8:28,95 min   | Torsten Tiller                                     | LG Göttingen           | 16.06.1984     | Hannover          |
| 4 × 100 m                 | 39,76 s       | LT 85 Hannover                                     | LT 85 Hannover         | 23.07.1988     | Frankfurt am Main |
| 4 × 100 m                 | 39,76 s       | Schulte - Todt - Isenbart - Nitsch                 |                        | 23.07.1988     | Frankfurt am Main |
| 4 × 200 m                 | 1:24,0 min    | VfL Wolfsburg                                      | VfL Wolfsburg          | 21.05.1986     | Wolfsburg         |
| 4 × 200 m                 | 1:24,0 min    | C. Knötgen - A. Knötgen - Meyer - Skamrahl         |                        | 21.05.1986     | Wolfsburg         |
| 4 × 400 m                 | 3:05,86 min   | SV Union Groß Ilsede                               | SV Union Groß Ilsede   | 04.08.1985     | Stuttgart         |
| 4 × 400 m                 | 3:05,86 min   | Kohne - Fischer - Wegner - Skamrahl                |                        | 04.08.1985     | Stuttgart         |
| 3 × 1000 m                | 7:05,45 min   | LG Braunschweig                                    | LG Braunschweig        | 22.07.2012     | Mönchengladbach   |
| 3 × 1000 m                | 7:05,45 min   | Waldmann - Hamm - Ludolph                          |                        | 22.07.2012     | Mönchengladbach   |
| Olympische Staffel        | 3:23,3 min    | Post SV Hannover                                   | Post SV Hannover       | 21.06.1979     | Göttingen         |
| Olympische Staffel        | 3:23,3 min    | Stark - Rebischke - Tauche - Kawan                 |                        | 21.06.1979     | Göttingen         |
| 10.000-m-Gehen            | 42:16,6 min   | Karl Degener                                       | VfL Wolfsburg          | 30.06.1984     | Letter            |
| 10-km-Gehen               | 41:19 min     | Heinz Mayr                                         | VfL Wolfsburg          | 29.09.1973     | Hamburg           |
| 10-km-Gehen (Mannschaft)  | 2:49:59 h     | DJK Sparta Langenhagen                             | DJK Sparta Langenhagen | 25.09.2004     | Biberbach         |
| 10-km-Gehen (Mannschaft)  | 2:49:59 h     | Degener, Damlitz, Luther                           |                        | 25.09.2004     | Biberbach         |
| 20-km-Gehen               | 1:24:35 h     | Karl Degener                                       | VfL Wolfsburg          | 01.11.1981     | Hanau             |
| 20-km-Gehen (Mannschaft)  | 4:29:02 h     | VfL Wolfsburg                                      | VfL Wolfsburg          | 29.05.1983     | Eschborn          |
| 20-km-Gehen (Mannschaft)  | 4:29:02 h     | Degener, Meyer, Jakob                              |                        | 29.05.1983     | Eschborn          |
| 50-km-Gehen               | 3:56:52 h     | Karl Degener                                       | VfL Wolfsburg          | 28.08.1983     | Letter            |
| 50-km-Gehen (Mannschaft)  | 12:37:54 h    | TSV Salzgitter                                     | TSV Salzgitter         | 01.10.1978     | Eschborn          |
| 50-km-Gehen (Mannschaft)  | 12:37:54 h    | Weidner 4:02:17, Degener 4:11:53, Kloppe 4:23:44   |                        | 01.10.1978     | Eschborn          |
| Hochsprung                | 2,34 m        | Eike Onnen                                         | LG Hannover            | 20.05.2007     | Garbsen           |
| Stabhochsprung            | 5,70 m        | Władysław Kozakiewicz                              | TK zu Hannover         | 22.07.1986     | Paris             |
| Weitsprung                | 8,14 m        | Jens Knipphals                                     | VfL Wolfsburg          | 28.05.1980     | Berlin            |
| Dreisprung                | 16,78 m       | Wolfgang Knabe                                     | SV Union Groß Ilsede   | 25.06.1983     | Bremen            |
| Kugelstoß                 | 20,72 m       | Detlef Bock                                        | VfL Wolfsburg          | 29.05.2005     | Engers            |
| Diskuswurf                | 60,66 m       | Matthias Thriene                                   | VfL Wolfsburg          | 11.07.2003     | Vellmar           |
| Hammerwurf                | 78,28 m       | Norbert Radefeld                                   | VfL Wolfsburg          | 23.07.1988     | Frankfurt am Main |
| Speerwurf                 | 83,50 m       | Stephan Steding                                    | Hannover 96            | 27.06.2008     | Zeulenroda        |
| Fünfkampf                 | 4031 Punkte   | Frank Müller                                       | TV Norden              | 21.05.1989     | Attendorn         |
| Fünfkampf (Mannschaft)    | 11.062 Punkte | TV Norden                                          | TV Norden              | 21.05.1989     | Attendorn         |
| Fünfkampf (Mannschaft)    | 11.062 Punkte | Müller (4031), Zander (3588), Kleemann (3443)      |                        | 21.05.1989     | Attendorn         |
| Zehnkampf                 | 8256 Punkte   | Frank Müller                                       | TV Norden              | 21./22.07.1990 | Salzgitter        |
| Zehnkampf (Mannschaft)    | 22.094 Punkte | TV Norden                                          | TV Norden              | 17./18.06.1989 | Dillingen         |
| Zehnkampf (Mannschaft)    | 22.094 Punkte | Müller (7933), Kleemann (7218), Zander (6943)      |                        | 17./18.06.1989 | Dillingen         |
| Stand: 31. Dezember 2020  |               |                                                    |                        |                |                   |

#### Frauen
| Disziplin                 | Leistung      | Name                                                    | Verein                   | Datum           | Ort               |
| ------------------------- | ------------- | ------------------------------------------------------- | ------------------------ | --------------- | ----------------- |
| 100 m                     | 11,04 s       | Melanie Paschke                                         | LG Braunschweig          | 30.06.1995      | Bremen            |
| 200 m                     | 22,45 s       | Melanie Paschke                                         | LG Braunschweig          | 30.07.1994      | Erfurt            |
| 400 m                     | 50,22 s       | Grit Breuer                                             | LT 85 Hannover           | 01.06.1996      | Madrid            |
| 800 m                     | 1:58,45 min   | Hildegard Falck                                         | VfL Wolfsburg            | 11.07.1971      | Stuttgart         |
| 1000 m                    | 2:40,66 mi    | Anne Bruns                                              | LAV Meppen               | 17.08.1994      | Zürich            |
| 1500 m                    | 4:06,33 min   | Luminita Zaituc                                         | LG Braunschweig          | 01.06.1998      | Hengelo           |
| 1 Meile                   | 4:57,9 min    | Katja Kowald                                            | VfL Wolfsburg            | 20.07.2000      | Hamburg           |
| 3000 m                    | 8:53,72 min   | Luminita Zaituc                                         | LG Braunschweig          | 18.08.1999      | Menden            |
| 5000 m                    | 15:33,47 min  | Luminita Zaituc                                         | LG Braunschweig          | 14.05.1997      | Koblenz           |
| 10.000 m                  | 32:35,90 min  | Luminita Zaituc                                         | LG Braunschweig          | 19.05.2001      | Kandel            |
| 1 Stunde                  | 15.680 m      | Elke Bussmann                                           | OSC Damme                | 13.04.2002      | Delmenhorst       |
| 10 km                     | 31:45 min     | Luminita Zaituc                                         | LG Braunschweig          | 11.09.2005      | Otterndorf        |
| 10 km (Mannschaft)        | 1:41:44 h     | LG Braunschweig                                         | LG Braunschweig          | 14.09.2003      | Troisdorf         |
| 10 km (Mannschaft)        | 1:41:44 h     | Zaituc 33:23, Ritter 33:57, Bultmann 34:24              |                          | 14.09.2003      | Troisdorf         |
| Halbmarathon              | 1:09:35 h     | Luminita Zaituc                                         | LG Braunschweig          | 16.09.2003      | Grevenmacher      |
| Halbmarathon (Mannschaft) | 3:52:29 h     | LG Braunschweig                                         | LG Braunschweig          | 22.03.2003      | Burghaslach       |
| Halbmarathon (Mannschaft) | 3:52:29 h     | Zaituc 1:14:08, Ritter 1:15:22, Willcox-Heidner 1:22:59 |                          | 22.03.2003      | Burghaslach       |
| Marathon                  | 2:25:42 h     | Fate Tola Geleto                                        | LG Braunschweig          | 30.10.2016      | Frankfurt am Main |
| Marathon (Mannschaft)     | 8:15:43 h     | LG Seesen                                               | LG Seesen                | 22.10.2000      | Essen             |
| Marathon (Mannschaft)     | 8:15:43 h     | Brünig 2:43:32, Cronjäger 2:44:40, Weiglein 2:47:31     |                          | 22.10.2000      | Essen             |
| 100 km                    | 7:31:55 h     | Ricarda Botzon                                          | LG Lüneburg              | 29.09.2001      | Winschoten        |
| 100 km (Mannschaft)       | 30:06:20 h    | LG Lüneburg                                             | LG Lüneburg              | 31.08.2002      | Rheine            |
| 100 km (Mannschaft)       | 30:06:20 h    | Botzon 8:07:46, Berndt 10:59:16, van Schwamen 10:59:18  |                          | 31.08.2002      | Rheine            |
| 100 m Hürden              | 12,92 s       | Kirsten Bolm                                            | TV Scheeßel-Eichenschule | 22.06.2000      | Bratislava        |
| 400 m Hürden              | 54,22 s       | Silvia Rieger                                           | TuS Eintracht Hinte      | 11.09.1998      | Johannesburg      |
| 3000 m Hindernis          | 9:43,28 min   | Jana Sussmann                                           | LG Nordheide             | 18.06.2011      | Stockholm         |
| 4 × 100 m                 | 44,28 s       | LG Weserbergland                                        | LG Weserbergland         | 05.07.2008      | Nürnberg          |
| 4 × 100 m                 | 44,28 s       | Gangnus - Giebel - Marahrens - Tschirch                 |                          | 05.07.2008      | Nürnberg          |
| 4 × 200 m                 | 1:38,6 min    | VfL Wolfsburg                                           | VfL Wolfsburg            | 20.08.1975      | Wolfsburg         |
| 4 × 200 m                 | 1:38,6 min    | Pohl - Rasch - Schwencker - Falck                       |                          | 20.08.1975      | Wolfsburg         |
| 4 × 400 m                 | 3:39,31 min   | StG Staffelteam NI                                      | StG Staffelteam NI       | 09.07.2017      | Erfurt            |
| 4 × 400 m                 | 3:39,31 min   | Janiak - Gläsner - Kopf - Spelmeyer                     |                          | 09.07.2017      | Erfurt            |
| 3 × 800 m                 | 6:18,88 min   | VfL Ockenhausen                                         | VfL Ockenhausen          | 21.07.1985      | Berlin            |
| 3 × 800 m                 | 6:18,88 min   | Janhsen - Huneke - Bens                                 |                          | 21.07.1985      | Berlin            |
| Olympische Staffel        | 4:00,93 min   | LG Emstal Dörpen                                        | LG Emstal Dörpen         | 06.09.2005      | Osnabrück         |
| Olympische Staffel        | 4:00,93 min   | Thieke - Hermes - Ohmstede - Hunfeld                    |                          | 06.09.2005      | Osnabrück         |
| 5000-m-Gehen              | 22:30,15 min  | Barbara Brandenburg                                     | LG Osnabrück             | 25.04.2004      | Neustadt          |
| 5-km-Gehen                | 22:24 min     | Barbara Kollorz                                         | LG Osnabrück             | 08.08.1987      | Fürth             |
| 5-km-Gehen (Mannschaft)   | 1:13:29 h     | LG Osnabrück                                            | LG Osnabrück             | 28.08.2005      | Hildesheim        |
| 5-km-Gehen (Mannschaft)   | 1:13:29 h     | Brandenburg 23:07, Birkemeyer 24:51, Bludau 25:31       |                          | 28.08.2005      | Hildesheim        |
| 10.000-m-Gehen            | 48:39,63 min  | Barbara Brandenburg                                     | OFV Ostercappeln         | 04.07.1998      | Berlin            |
| 10-km-Gehen               | 44:25 min     | Ruta Schwoche                                           | VfV Hildesheim           | 27.08.1994      | Hildesheim        |
| 10-km-Gehen (Mannschaft)  | 2:34:26 h     | OFV Ostercappeln                                        | OFV Ostercappeln         | 21.04.1991      | Naumburg          |
| 10-km-Gehen (Mannschaft)  | 2:34:26 h     | Kollorz 50:20, Luttmann 52:00, Krahn 52:06              |                          | 21.04.1991      | Naumburg          |
| 20-km-Gehen               | 1:43:27 h     | Barbara Brandenburg                                     | LG Osnabrück             | 05.06.2004      | Hildesheim        |
| 20-km-Gehen (Mannschaft)  | 6:47:36 h     | DJK Sparta Langenhagen                                  | DJK Sparta Langenhagen   | 11.06.2011      | Erfurt            |
| 20-km-Gehen (Mannschaft)  | 6:47:36 h     | Heuer 2:10:20, Luedtke 2:17:52, Komoll 2:19:24          |                          | 11.06.2011      | Erfurt            |
| Hochsprung                | 1,94 m        | Imke Onnen                                              | Hannover 96              | 23.06.2019      | Göttingen         |
| Stabhochsprung            | 4,60 m        | Annika Roloff                                           | MTV 49 Holzminden        | 29.06.2016      | Landau            |
| Weitsprung                | 6,58 m        | Silke Harms                                             | TSV Stelle               | 03.08.1985      | Stuttgart         |
| Dreisprung                | 14,35 m       | Neele Eckhardt                                          | LG Göttingen             | 11.06.2017      | Göttingen         |
| Kugelstoß                 | 20,34 m       | Stephanie Storp                                         | VfL Wolfsburg            | 01.07.1990      | Wolfsburg         |
| Diskuswurf                | 61,26 m       | Liesel Westermann                                       | Hannover 96              | 05.11.1967      | São Paulo         |
| Hammerwurf                | 70,73 m       | Andrea Bunjes                                           | SV Holtland              | 23.08.2004      | Athen             |
| Speerwurf                 | 57,76 m       | Jana Ladewig                                            | LG TK Hannover 96        | 09.06.2002      | Osnabrück         |
| Fünfkampf                 | 3767 Punkte   | Maren Schwerdtner                                       | LG Hannover              | 28.09.2003      | Langen            |
| Fünfkampf (Mannschaft)    | 9673 Punkte   | LG Weserbergland                                        | LG Weserbergland         | 18.09.2005      | Osnabrück         |
| Fünfkampf (Mannschaft)    | 9673 Punkte   | Rauchberger (3476), Giebel (3169), Fierenz (3028)       |                          | 18.09.2005      | Osnabrück         |
| Siebenkampf               | 6426 Punkte   | Lilli Schwarzkopf                                       | LG Hannover              | 28./ 29.06.2014 | Ratingen          |
| Siebenkampf (Mannschaft)  | 16.064 Punkte | TK zu Hannover                                          | TK zu Hannover           | 19./ 20.06.1993 | Vaterstetten      |
| Siebenkampf (Mannschaft)  | 16.064 Punkte | Harms (5546), Grube (5495), Duveneck (5023)             |                          | 19./ 20.06.1993 | Vaterstetten      |
| Stand: 31. Dezember 2020  |               |                                                         |                          |                 |                   |